# Петър Воденичаров
Петър Асенов Воденичаров е български езиковед, социолингвист и психолингвист, лингвистичен антрополог.

## Биография
Петър Воденичаров е доктор по общо и сравнително езикознание с дисертация на тема „Ритмичната организация на гоцеделчевския говор“ (1994). Асистент (1985), главен асистент (1990) и доцент (2001) в Югозападния университет „Неофит Рилски“ в Благоевград, където чете лекции по етно-, социо- и психолингвистика. Заместник-декан на Филологическия факултет към Югозападния университет „Неофит Рилски“ (2001).
Хоноруван преподавател по български език за чужденци в Американския университет в България (1991-1994). Хоноруван преподавател по етнолингвистика в Пловдивския университет „Паисий Хилендарски“ (1995-1997).
Специализации в Северокавказкия федерален университет в Ставропол, Русия (2012), Загребския университет, Хърватско (2005), Института за Югоизточна Европа в Грац, Австрия (2004), Копенхагенския университет в Дания (1994-1995), Бергенския университет в Норвегия (1991).
Гост лектор по „Критически дискурсен анализ на българската популярна преса“ в Пражкия университет, Чехия (2004), „Език, пол и нация“ в Института за Югоизточна Европа в Грац, Австрия (2004), „Етнолингвистика“ в Загребския университет, Хърватско (2005), „Езикови политики на Балканите“ в университета на Осло, Норвегия (2005), „Езикови политики в Югославия“ в университета на Трьомсьо, Норвегия (2007), „Пол и национализъм в комунистическа България“ в Американски университет в България (2008), „Междукултурни комуникации“ в Пловдивския университет (2008), „Психоанализа, език и история“ в университета на Ливърпул, Великобритания (2008).
Участия в конференции и конгреси в Лвов (Украйна), Гьотеборг (Швеция), Клагенфурт (Австрия), Скопие (Северна Македония), Берлин (Германия), Белград (Сърбия), Букурещ (Румъния), Катаня (Италия), Виена (Австрия), Милано (Италия), Тбилиси (Грузия), Батуми (Грузия), Владикавказ (Русия) и Грац (Австрия).
Член на управителния съвет на Международния балканистичен семинар в Благоевград (1991 – до днес). Член на управителния съвет на гражданското сдружение „Балканско общество за автобиографистика и социално общуване“ (1996 – до днес).

## Публикации

### Книги
- Искам човекът да е винаги приятен и да си правим моабет: Речево поведение и жизнени светове на българи мохамедани. (заедно с Кристина Попова и А. Пашова). София, 1998.
- Моето досие, пардон, биография...: Българските модернизации – 30-те, 60-те години – идеологии и идентичности. (заедно с К. Попова и А. Пашова). Благоевград, 1999.
- Език, пол и власт: Дискурсен анализ на българските модернизации 30-те и 60-те години. София, 1999.
- Искам благородна професия: Традиция, мода, модерност в Западните Родопи. (заедно с А. Пашова, К. Попова, Н. Муратова и М. Ангелова) Благоевград, 2000.
- Grob ist die Gasfreundschaft der Goce-Delchev – Region. (заедно с К. Попова и А. Пашова). Berlin, 2001.
- Закон и контрол. Мъжественост и насилие. Дискурси на престъпността. Благоевград, 2002.
- Жените и мъжете в миналото. (заедно с К. Попова и Снежана Димитрова). Грац-Белград-Благоевград, 2002.
- Социолингвистика. София: Сема РШ, 2003 (2 изд. – 2007).

### Избрани статии
- „Езиково въздействие в един таен говор – говора на слепците просяци от с. Добърско“. – В: сп. Съпоставително езикознание, 1988, кн. 2.
- „Standardsprog og dialekter I Bulgarien“. – В: Institut for Dansk Dialektforskning, Kobenhavns Universitet, Beretning om arbejdet, 1994, Denmark.
- „Момичето и войната. Опит за реконструкция на един жизнен свят по езикови данни“. – В: сп. Съпоставително езикознание, 1994, кн. 6.
- „Мълчаливият Аз на българските селяни. За устната патриархалност в писмовната модерност“. – В: сп. Balkanistic Forum, Благоевград, 1995.
- „Don't tell what you have seen. Hold it in the heart. About the silent autobiographies of Bulgarian muslims“. – В: Communicating experience. Goeteborg, Sweden, 1996.
- „Не се страхувах от смъртта, от електричеството се страхувах ... Човешкото тяло пред институциите“. – В: сп. Епохи, Велико Търново, 1996, кн. 2.
- „Having Two Names is Better to Prevent you from Bad Eyes“. – В: Evaluating Biography. Klagenfurt, 1997.
- „Шепот в кабела #Bulgaria, # Serbia. Истории, имена, идентичности в Интернет“. – В: сп. Balkanistic Forum, Благоевград, 1997, 2
- „В името на народа – магията на мемоарите на активните борци против фашизма и капитализма. Опит за критически дискурсен анализ“. – В: Рицари и миротворци. Благоевград, 2001.
- „Fighting masculinity in a communist state?“. – В: Gender relations in South-East Europe. Belgrade-Graz, 2001.
- „Между уюта на традицията и изкушенията на модерността – младежки жизнени светове в едно изолирано мюсюлманско село“. – В: Антропологически изследвания, София: Нов български университет, 2002.
- „България през 70-те години – национализъм, модернизация, еманципация? Критически дискурсен анализ на тоталитарните политики на паметта“. – В: сп. Балканистичен форум, 2004.
- „Църковната традиция, националните идеологии и славянските езици на Балканите. Опит за културно-исторически анализ“. – В: Юбилеен славистичен сборник, Благоевград, 2004.
- „Restructuring gender for preserving nationalism. Critical discourse analysis of totalitarian memory politics“. – В: Anthropological yearbook on European cultures, Германия, 2005.
- „Црквена традициjа, националне идеологиjе и словенски jезици на Балкану. Покушаj културно-историjске анализе“. – В: Годишник за социална история, Белград, Югославия, 2005.
- „Новият български и новият сръбски език – между религиозната традиция, националните идеологии и европейските влияния“. – В: сп. Език и литература, 2005, кн. 1-2.
- „Емоции и идентичност в автобиографичните разкази“. – В: Изразяване на емоциите в езика. Лодз, Полша, 2005.
- „Успешни ли са „езиковите катастрофи на Балканите“? Езиковата и културна революция на Вук Карaджич“. – В: Тероризъм, интелектуализъм. Балкански безпокойства. Благоевград, 2005.
- „Модерният турски език: романтичната носталгия по майчиния говор и силата на централното езиково планиране“. – В: Балканистичен форум, Благоевград, 2006.
- „Успешни ли са книжовните катастрофи на Балканите? Езиковата революция на Кемал Ататюрк.“. – В: сп. Език и литература, кн.1, 2007.
- „Народи, разделени от общ език“. Езикова политика на Балканите“. – В: сп. Балканистичен форум, 2007.
- „Партията майка мила и нейните „героични синове“. Ролята на антифашисткия дискурс в едно клиентелистко балканско общество“. – В: сп. Балканистичен форум, кн. 1-2, 2008.
- „Агномичность кулътурно-исторических реалий“. – В: Инновацъiоннъiе аспектъi исследования культуръi, археологии, етнологии, лингвистики стран Черноморского бассейна. Батуми, Грузия, 2008.
- „Gender analysis of the Bulgarian guerrilla fighter movement and the Unions of the fighters against fascism“. – В: Women and minorities: ways of archiving. Ed. K. Popova, M. Lanzinger, P. Vodenicharov. Vienna, 2009.
- „Името на първо време служи само за оформяне на необходимите документи“. Възродителен процес“ и религиозна криптоидентичност на мюсюлмани от Благоевградски окръг“. – В: сп. Балканистичен форум, кн. 1, 2010.
- „Стандартизиране на албанския книжовен език – политически и религиозни идеологии“. – В: сп. Балканистичен форум, кн.1, 2010.
- „Ислямът“ – ръководство на атеиста за борба срещу исляма и комунистическия новоговор“. – В: сп. Балканистичен форум, кн 1, 2011.
- „Публичното социалистическо погребение и религиозната интимност на смъртта при мюсюлмани от Западните Родопи“. – В: сп. Балканистичен форум, кн.3, 2011
- „Автобиографията на първата професионална акушерка в Габрово – едно мъжко писане.“ – В: Архиви, на жени и малцинства, DocWoment – 3, Благоевград, 2011.
- „За уличниците, борците и звездите... Мъжественост и женственост в българската популярна преса и култура“. – В: сп. Балканистичен форум, 2011, 3.
- „Маргинализация на жените в „Дружествата на бойците против фашизма“ през 1940-те- 1950-те – старият патриархализъм в нова антифашистка реторика“. – В: Пол и преход 1938-1958, Таня Кметова (съст.), София, 2011.
- „Masculinity and Feminity in the Bulgarian Popular Culture and Press“. – В: Arheon, Батуми, Грузия, 2011.
- „The autobiography of the first professional midwife – a male writing“. – В: Arheon II, Батуми, Грузия, 2011.
- „The Discourse on the Collectivization of Land in Bulgaria (1946-1948)“. – В: Arheon III, Батуми, Грузия, 2012.